# Tarache cratina
Tarache cratina is een vlinder uit de familie van de uilen (Noctuidae). De wetenschappelijke naam van deze soort is voor het eerst voorgesteld als Acontia cratina door Herbert Druce in een publicatie uit 1889.
De soort komt voor in Mexico.